# Mamma mia (Left Side)
Mamma mia (Everytime I see ye) is een single van Left Side. Het plaatje verscheen in Nederland, België en Duitsland in drie verschillende hoezen. Het nummer was geschreven en geproduceerd door Peter Koelewijn.

## Hitnotering
In Nederland kwam het niet verder dan de tipparade. In België haalde het een bescheiden notering van 1 week.

### BelgischeBRT Top 30
| Hitnotering: 25-5-1974 t/m 1-6-1974 | Hitnotering: 25-5-1974 t/m 1-6-1974 | Hitnotering: 25-5-1974 t/m 1-6-1974 |
| Week:                               | 1                                   |                                     |
| ----------------------------------- | ----------------------------------- | ----------------------------------- |
| Positie:                            | 25                                  | uit                                 |